# Sputendorf
Sputendorf ist ein Straßenangerdorf und seit dem 31. Dezember 2001 ein Ortsteil der Gemeinde Stahnsdorf im Landkreis Potsdam-Mittelmark im Land Brandenburg.

## Lage
Der Ort liegt auf dem Teltow südlich des Gemeindezentrums. Westlich liegt der weitere Ortsteil Schenkenhorst, südlich die Stadt Ludwigsfelde und östlich die Gemeinde Großbeeren. Durch den Ort führt in West-Ost-Richtung die Wilhelm-Pieck-Straße, die eine Verbindung zur östlich gelegenen Bundesstraße 101 herstellt. Über die Buslinien 624 und 627 bestehen Verbindungen nach Teltow und Stahnsdorf. Der nächstgelegene Bahnhof befindet sich im Ludwigsfelder Wohnplatz Struveshof etwa 2,5 km südlich des Ortes.

## Geschichte

### 14. bis 16. Jahrhundert

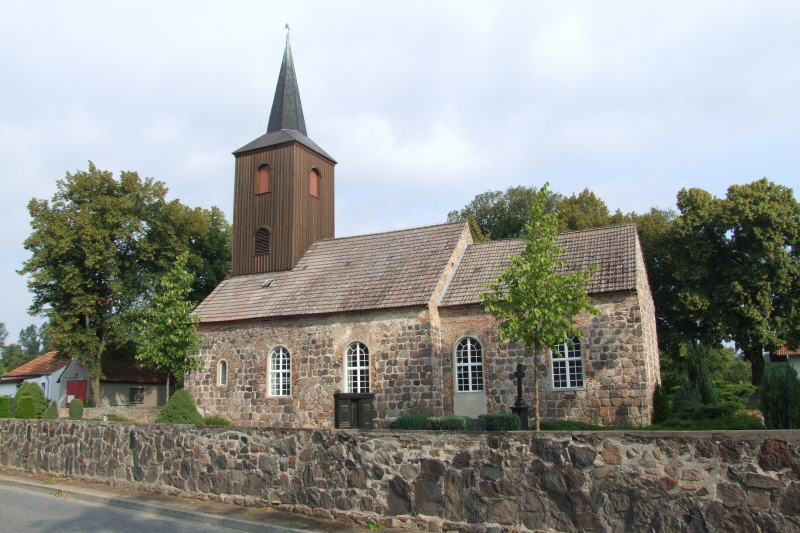
Dorfkirche Sputendorf

Der Ort wurde erstmals 1375 im Landbuch Karls IV. als Sputelendorpp, Sputelendorff und Sputelndorff erwähnt. Er war in diesem Jahr 29 Hufen groß und gehörte um 1375 dem Schenk von Sydow, der es als Lehen vom Brandenburger Bischof erhalten hatte. Als Afterlehnsmann trat ein Hans Luten in Erscheinung. Er erhielt die Bede von 27 Pfennigen oder ein Viertel Scheffel Roggen, ein Viertel Scheffel Gerste und ein Viertel Scheffel Hafer sowie die Wagendienste. Dem Pfarrer standen zwei Hufen zu, der Kirche eine weitere halbe Hufe. Demzufolge gab es bereits eine Dorfkirche. Außerdem gab es einen Schulzen mit drei freien Hufen, sechs Kossäten, einen Krug sowie eine Windmühle. Die Kossäten zahlten acht Pfenning, ihre Bede betrug fünf Schillinge, während der Krüger dem Schulzen zwölf Schillinge bezahlte. Sputendorf wurde zu einem späteren Zeitpunkt ein landesherrliches Lehen, von dem die Familie Barfuß im Jahr 1412 ein Viertel der Ober- und Untergerichtsbarkeit sowie das Kirchenpatronat (1451) erhielt. Im Jahr 1450 war die Gemarkung nach wie vor 29 Hufen groß. Zwei davon standen dem Pfarrer zu; es gab die Kossäten und einen Krüger. Die Bauern zahlten pro Hufe sechs Scheffel Roggen und sechs Scheffel Hafer als Pacht. Um 1475 übernahmen die von Hake den Ort „über ganz Sputendorf“ während vor 1466 bis zum Ende des 16. Jahrhunderts der Bürger Wins aus Berlin die Hebungen von 27 Hufen bzw. über Hebungen im Dorf und aus dem Krug (1571) erhielt. Um 1600 bis nach 1621 gingen Hebungen an eine Familie Straube.

### 17. und 18. Jahrhundert
Vor dem Dreißigjährigen Krieg gab es im Ort acht Hufner, anderthalb Kossäten, einen Hirten, jedoch noch keine Schmiede. Bei Bedarf kam jedoch ein Laufschmied in den Ort. Im Krieg wurde Sputendorf vollständig verwüstet: 1652 „ist kein Bauer und Kossät darin“. Sputendorf erholte sich nur langsam, kam 1680 durch Aufkauf des Großen Kurfürsten an das Amt Saarmund, das sich für einen Wiederaufbau einsetzte. Im Jahr 1711 lebten acht Hufner, anderthalb Kossäten, ein Hirte sowie drei Paar Hausleute im Ort. Die Gemarkung war nur noch 26 Hufen groß, für die die Einwohner je acht Groschen Abgaben zahlen mussten. 1745 waren es acht Bauern und zwei Kossäten sowie der Krüger. Die Einwohnerzahl wuchs, wenn auch nur langsam: 1756 lebten in Sputendort neben dem Schulzen mit mittlerweile vier Hufen, sieben Dreihufner, zwei Kossäten, ein Schmied, drei Paare sowie ein einzelner Einlieger. Im Jahr 1771 standen im Ort 9,5 Häuser (Giebel), in dem der Schmied, der Hirte sowie ein Paar Hausleute lebten. Die Abgaben waren mit acht Groschen für jeden der 26 Hufen konstant geblieben.

### 19. Jahrhundert

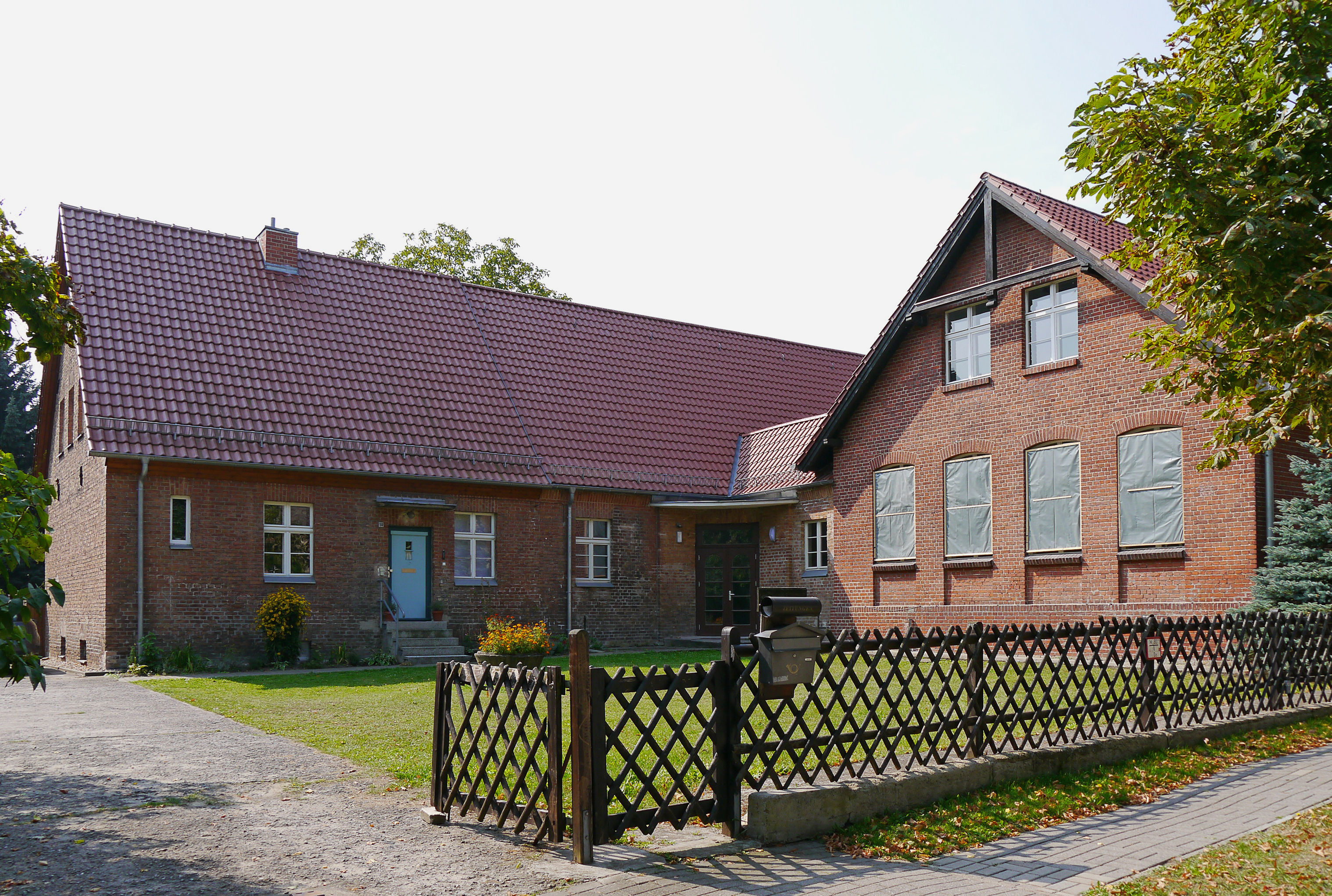
Ehemalige Dorfschule mit Lehrerwohnung

Im Jahr 1801 lebten in Sputendorf sieben Ganzbauern, sieben Ganzkossäten, zwei Büdner und fünf Einlieger. Es gab nach wie vor eine Schmiede, einen Krug und erstmals einen Weinberg. Die Gemarkung war 26 Hufen groß; hinzu kamen drei für den Pfarrer. Im Ort gab es 19 Haushalte (Feuerstellen). Aus dem Jahr 1840 wurde lediglich von dem Dorf mit 19 Wohnhäusern. 1858 existierten im Dorf acht Hofeigentümer, die 29 Knechte und Mägde sowie 16 Tagelöhner beschäftigten. Hinzu kamen sieben nebengewerbliche Landwirte und neun Arbeiter. Es gab 15 Besitzungen. Eine war 1836 Morgen groß, vier waren zwischen 30 und 300 Morgen groß (zusammen 1191 Morgen) und sieben unter fünf Morgen (zusammen zwei Morgen). Mittlerweile hatten sich einige wenige Gewerke im Dorf angesiedelt: Es gab einen Grobschmiedemeister mit Gesellen, einen Gärtner, einen Schankwirt und einen Armen. 1860 gab es im Dorf vier öffentliche, 21 Wohn- und 38 Wirtschaftsgebäude. Das Lehnschulzengut wurde 1890 von den Berliner Stadtgütern erworben, um die Flächen als Berliner Rieselfelder zu nutzen.

### 20. Jahrhundert
Um die Jahrhundertwende standen 1900 im Ort 35 Häuser; 1931 waren es 57 Wohnhäuser. 1905 entstand das Vorwerk Marggraffshof.
Nach dem Zweiten Weltkrieg wurden 14 Hektar von der Stadt Berlin an Landarbeiter abgetreten und auf 65 Bauern verteilt. 1961 gab es in Sputendorf das VEG Sputendorf mit 1248 Hektar landwirtschaftlicher Nutzfläche sowie 191 Beschäftigten. 1973 bestand das VEG Genshagen mit Sitz in Sputendorf und dem Betriebsteil Marggraffshof.
Sputendorf profitiert von seiner Nähe zu Berlin und verzeichnet in den 2010er Jahren einen erheblichen Bevölkerungszuwachs.

## Bevölkerungsentwicklung
| Jahr      | 1734 | 1772 | 1801 | 1817 | 1840 | 1858 | 1895 | 1925 | 1939 | 1946 | 1964 | 1971 |
| Einwohner | 97   | 114  | 118  | 90   | 173  | 190  | 363  | 518  | 498  | 558  | 505  | 495  |

## Kultur und Sehenswürdigkeiten

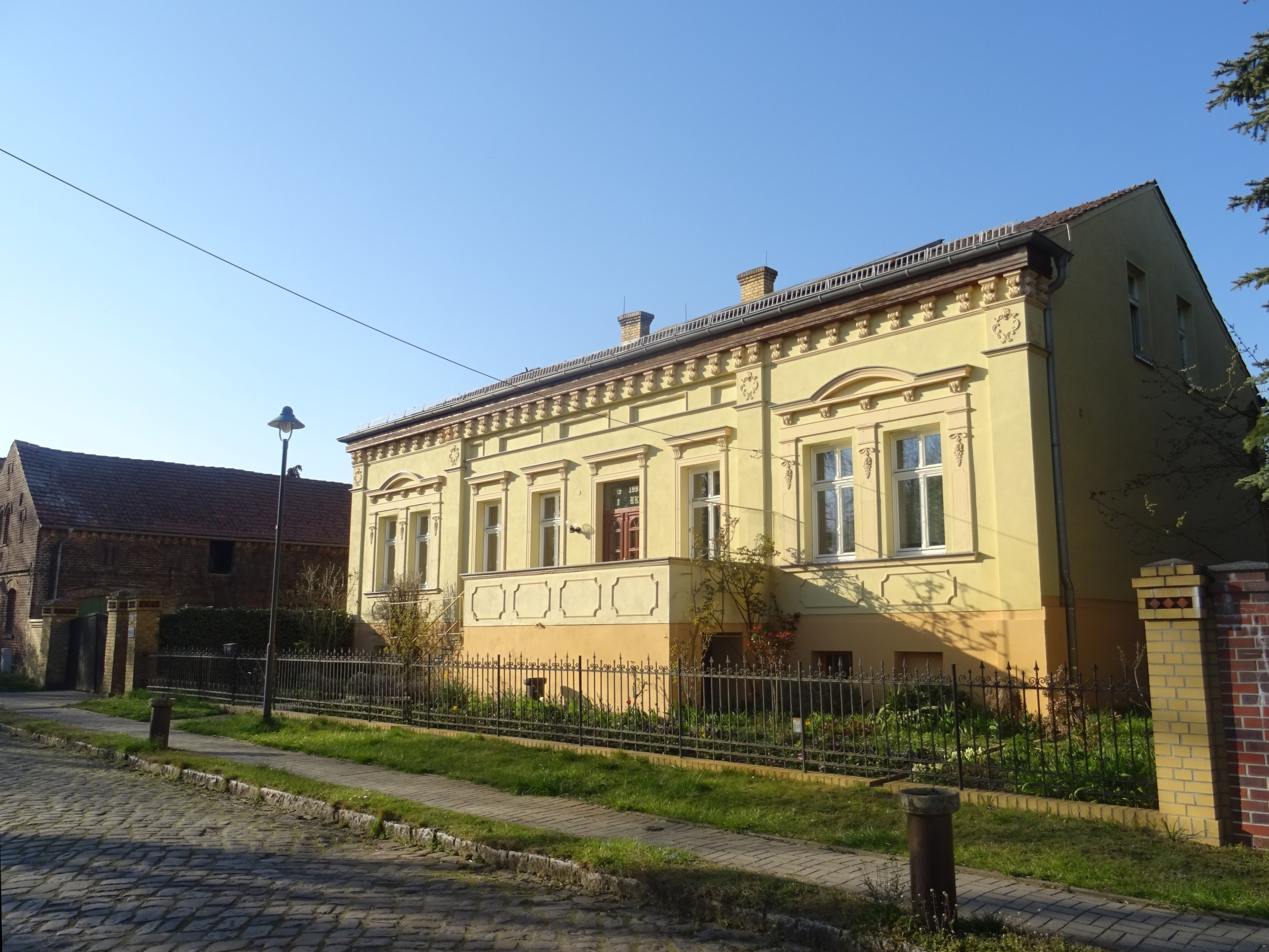
Denkmalgeschütztes Gehöft in Sputendorf

- Die Dorfkirche Sputendorf ist eine Feldsteinkirche aus dem 13. Jahrhundert. Im Innern stehen unter anderem ein Kanzelaltar aus der Zeit um 1700 sowie eine Orgel aus der ersten Hälfte des 19. Jahrhunderts.
- Zwei Gehöfte sowie die ehemalige Dorfschule mit Lehrerwohnung stehen unter Denkmalschutz.
- Reit- und Country-Club im ehemaligen Vorwerk Marggraffshof
- Heimatmuseum im Bürgerhaus, der ehemaligen Dorfschule
- Flugplatz, der vom Flugzeugmodellsports genutzt wird